# براندان غيست
براندان غيست (بالإنجليزية: Brendan Guest)‏ هو لاعب كرة قدم بريطاني، ولد في 19 ديسمبر 1958 في بارنسلي في المملكة المتحدة. لعب مع سويندون تاون وفوريست غرين ولينكولن سيتي أف سي.